# 谢尔盖·帕夫洛维奇·伊万诺夫
谢尔盖·帕夫洛维奇·伊万诺夫（羅馬化：Sergey Pavlovich Ivanov；1952年4月19日—）是俄罗斯政治人物，联邦委员会议员。
1988年，伊万诺夫毕业于斯塔夫罗波尔理工学院。2002年至2004，他担任基洛夫州行政机关联邦委员会议员。2004年至2006年，他转而担任基洛夫州立法机关联邦委员会议员。2006年起，因维亚切斯拉夫·卡利基扬遭遇车祸身亡，伊万诺夫接替他成为马加丹州立法机关联邦委员会议员。

## 制裁
伊万诺夫于2022年因俄乌战争而受到英国政府制裁。